# 藤本隆志
藤本 隆志（ふじもと たかし、1934年6月5日 - ）は、日本の哲学者、東京大学名誉教授。

## 略歴
東京生まれ。1958年国際基督教大学教養学部卒。1960年東京大学大学院人文科学研究科哲学専攻修士課程修了、1961年米国カンザス大学大学院中退、1966年東京大学大学院博士課程単位取得満期退学。1972年北海道大学文学部助教授、1982年東京大学教養学部助教授、1985年教授、1995年定年退官、名誉教授、千葉大学文学部教授、2000年日本大学文理学部・総合文化研究所教授。2005年退職。
1968年および1978年に日本翻訳文化賞受賞。ウィトゲンシュタイン、ホワイトヘッド、カール・ポパーなど英国哲学を研究、翻訳した。大森荘蔵と深い繋がりを持ち「大森荘蔵著作集第八巻「時間と自我」月報５『大森先生を偲ぶ』に大森との学者らしからぬ交流談が書かれている。

## 著作
- 『ウィトゲンシュタイン（人類の知的遺産）』講談社 1981年（のち学術文庫）
- 『哲学入門』東京大学出版会 1990年

## 共著
- 『倫理－愛の構造－』井上忠共著 東京大学出版会 1985年
- 『分析哲学の現在』 伊藤邦武共編 世界思想社 1997
- 「回想・山本信先生」『形而上学の可能性を求めて──山本信の哲学』工作舎,  2012 ISBN 978-4-87502-447-7

## 訳書
- ウィトゲンシュタイン『論理哲学論考』坂井秀寿共訳 法政大学出版局 1968
- ノーマン・マルコム他『放浪 回想のヴィトゲンシュタイン』 法政大学出版局 1971
- 『ウィトゲンシュタイン全集8　哲学探究』大修館書店 1976
- ルシアン・プライス編『ホワイトヘッドの対話 1934-1947』岡田雅勝共訳 みすず書房 1980
- カール・ポパー『推測と反駁 科学的知識の発展』石垣寿郎・森博共訳 法政大学出版局 1980、新版2009
- ブライアン・マクギネス『ウィトゲンシュタイン評伝 若き日のルートヴィヒ 1889-1921』共訳 法政大学出版局 1994、新版2016